# Sulzspitze (Allgäuer Alpen)
Die Sulzspitze ist ein 2084 m ü. A. hoher Berg in den Allgäuer Alpen. Der Lias-Grasberg aus Aptychenkalk liegt im österreichischen Bundesland Tirol und ist über Bergwanderwege erschlossen. Im Winter führt eine Mode-Skitour zum Gipfel.

## Namensherkunft
Für das Jahr 1557 ist die erste Erwähnung der Sulzspitze nachgewiesen. In einer Urkunde der Gemeinde Tannheim heißt es unter dem Sulzspitz, außerdem gibt es aus demselben Jahr die die folgende Grenzbeschreibung: Sulzspitz, so neben dem Schochen. Für die Herkunft des Wortes „Sulz“ gibt es zwei mögliche Erklärungen. Zum einen ist es die Salzleckstelle des Wildes, zum anderen ein lehmiger, tief durchnässter Boden. Bei der Sulzspitze könnte die erste Variante, Sulz im Sinne von salzig, wahrscheinlich sein, da aus den Felsen des Gipfels Steinsalz herauswittert, das möglicherweise von Wild genutzt werden könnte.

## Lage und Umgebung
Die Sulzspitze erhebt sich östlich des Vilsalpsees und nördlich der Leilachspitze (2274 m), von der sie durch das Weißenbachtal getrennt ist. Nach Osten trennt die Strindenscharte (1870 m) die Sulzspitze vom Litnisschrofen (2068 m) und nach Südwesten liegt zur Schochenspitze (2069 m) die Gappenfeldscharte (1860 m). Im Kessel zwischen Sulzspitze und Litnisschrofen beginnt das Strindental, in dem der Strindenbach nach Nordosten ins Tannheimer Tal  und den Haldensee fließt.

## Besteigung

### Sommer
Im Sommer gibt es vier Möglichkeiten, um auf markierten Wegen den Gipfel der Sulzspitze zu erreichen. Der Aufstieg vom Haldensee (1124 m) ist der Normalweg und beginnt an einem gebührenpflichtigen Parkplatz, von wo er auf einer Forststraße hinauf zur Strindenscharte führt. Von dort wird die Südseite des Berges auf der Straße umrundet, bevor ein Wanderweg in die Südflanke abzweigt. Diese quert man aufwärts in die Ostflanke, von wo um den felsigen Gipfelaufbau herum der höchste Punkt erreicht wird.
Auch von der Landsberger Hütte (1810 m) kann man die Sulzspitze besteigen. Der Weg führt zunächst hinauf zur Schochenspitze nach Nordosten. Deren Ostgrat muss überschritten werden, bevor der Weg zur Gappenfeldscharte hinabführt, wo der Fahrweg und kurz darauf die Abzweigung in die Südflanke erreicht wird. Zur Gappenfeldscharte gelangt man ebenfalls aus dem Vilstal, der Weg beginnt hier an der Straße zum Vilsalpsee. Eine weitere Möglichkeit zum Gipfel zu gelangen ist der Saalfelder Höhenweg, der von Tannheim über das Neunerköpfle zur Strindenscharte verläuft.
Neben den markierten Varianten kann man von der Gappenfeldscharte auch über den Südwestgrat zum Gipfel gelangen. Dabei liegen die Schwierigkeiten je nach Route zwischen II. und IV. Grad. Als Variante zum Saalfelder Höhenweg bietet sich die Besteigung über die Lochgehrenspitze (1995 m) und den Nordgrat an. Die Schwierigkeiten reichen hier bis zum I. Grad.

### Winter
Die winterliche Skitour hat zu Beginn den gleichen Verlauf wie der Sommernormalweg. Allerdings wird der Fahrweg im oberen Strindental ab und zu verlassen und in direkter Linie aufgestiegen. Von der Strindenscharte aus wird jedoch direkt über die Ostflanke zum Gipfel gegangen. Da das Gelände hier eine Hangneigung von über 35 Grad besitzt, ist dieser Aufstieg unter dem Aspekt der Lawinengefahr kritisch zu betrachten. Bei sicheren Verhältnissen kann auch im Winter der Saalfelder Höhenweg begangen werden.

## Bilder

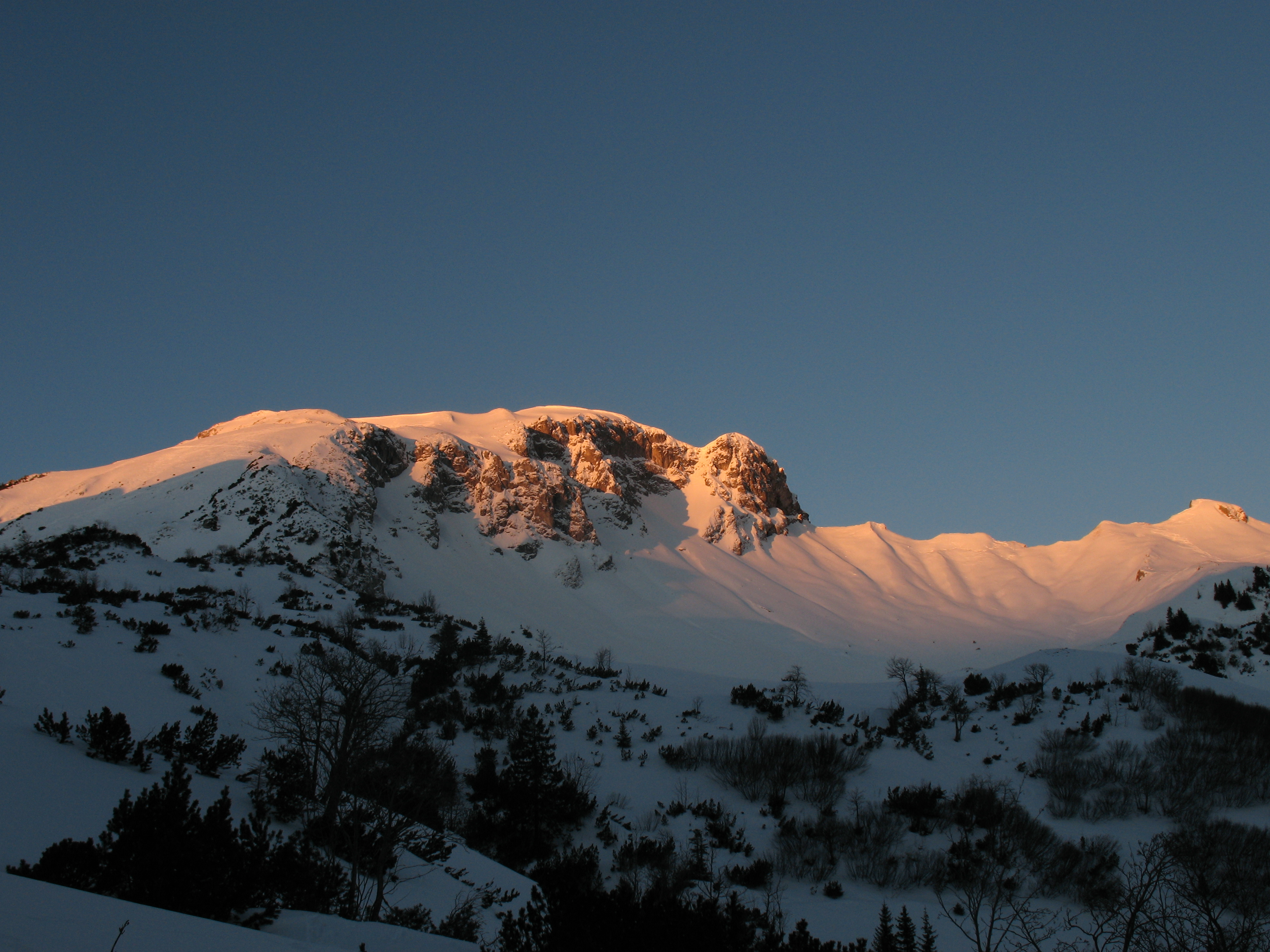
Sulzspitze bei Sonnenaufgang
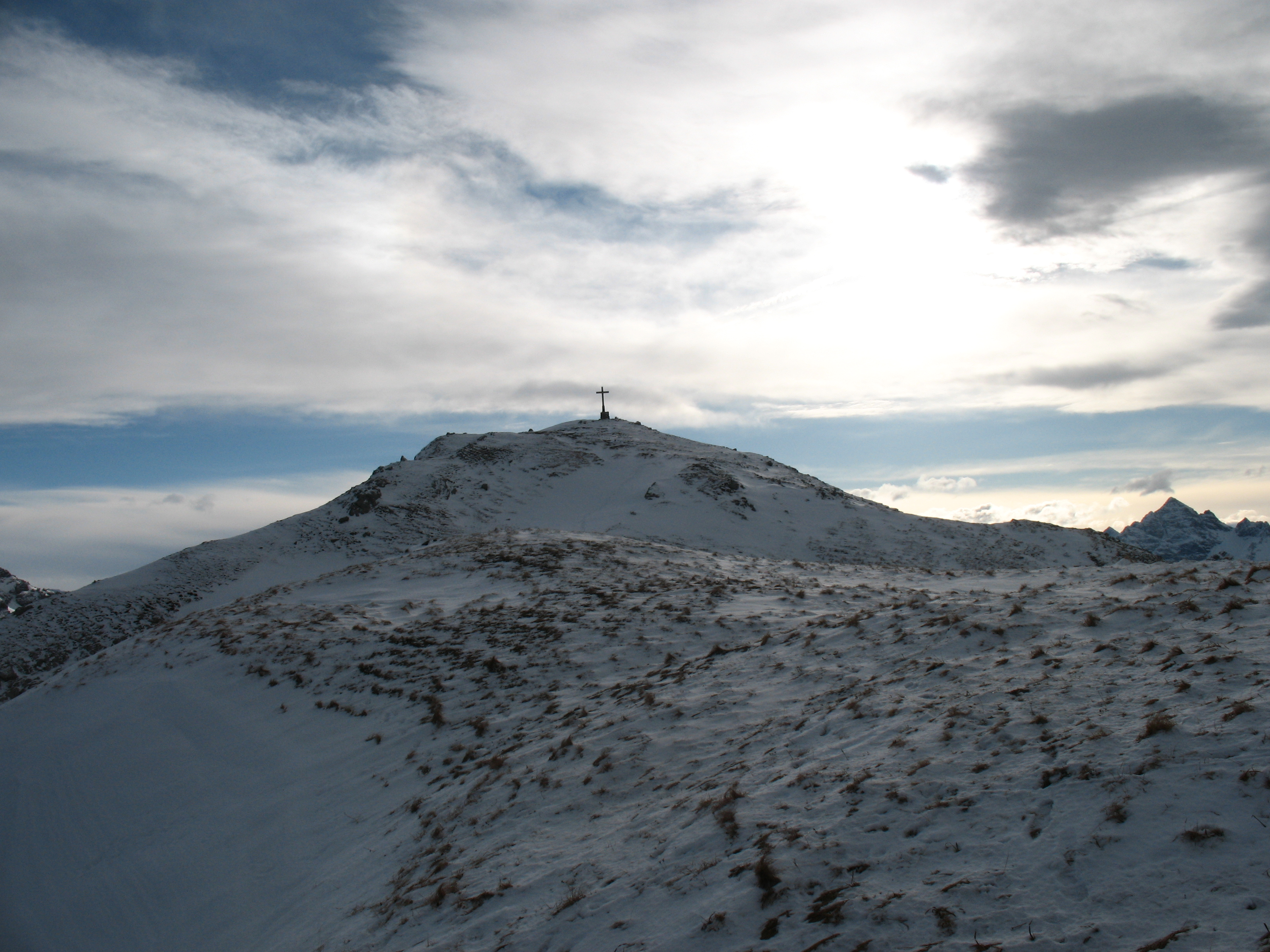
Gipfelplateau
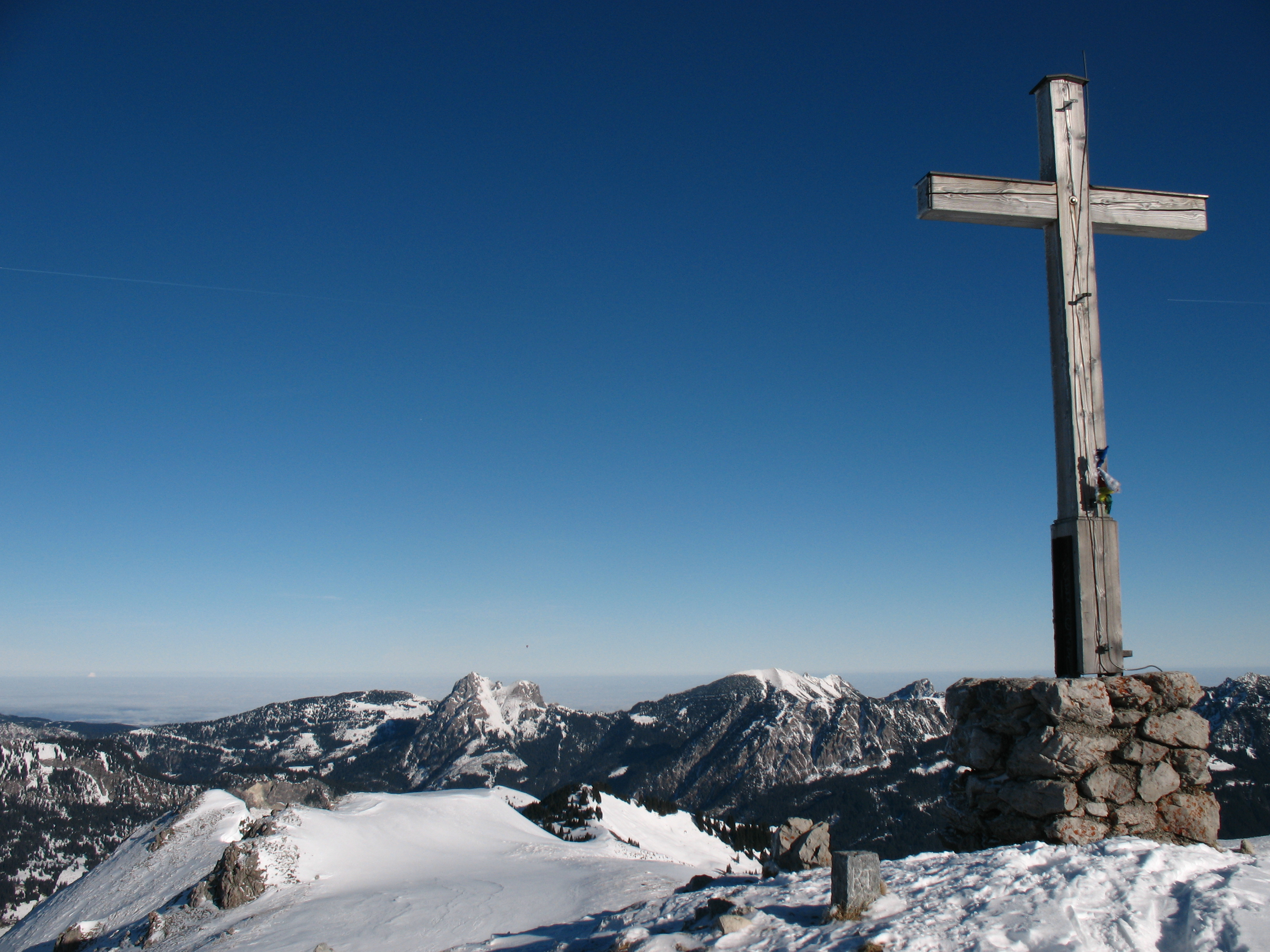
Gipfelkreuz
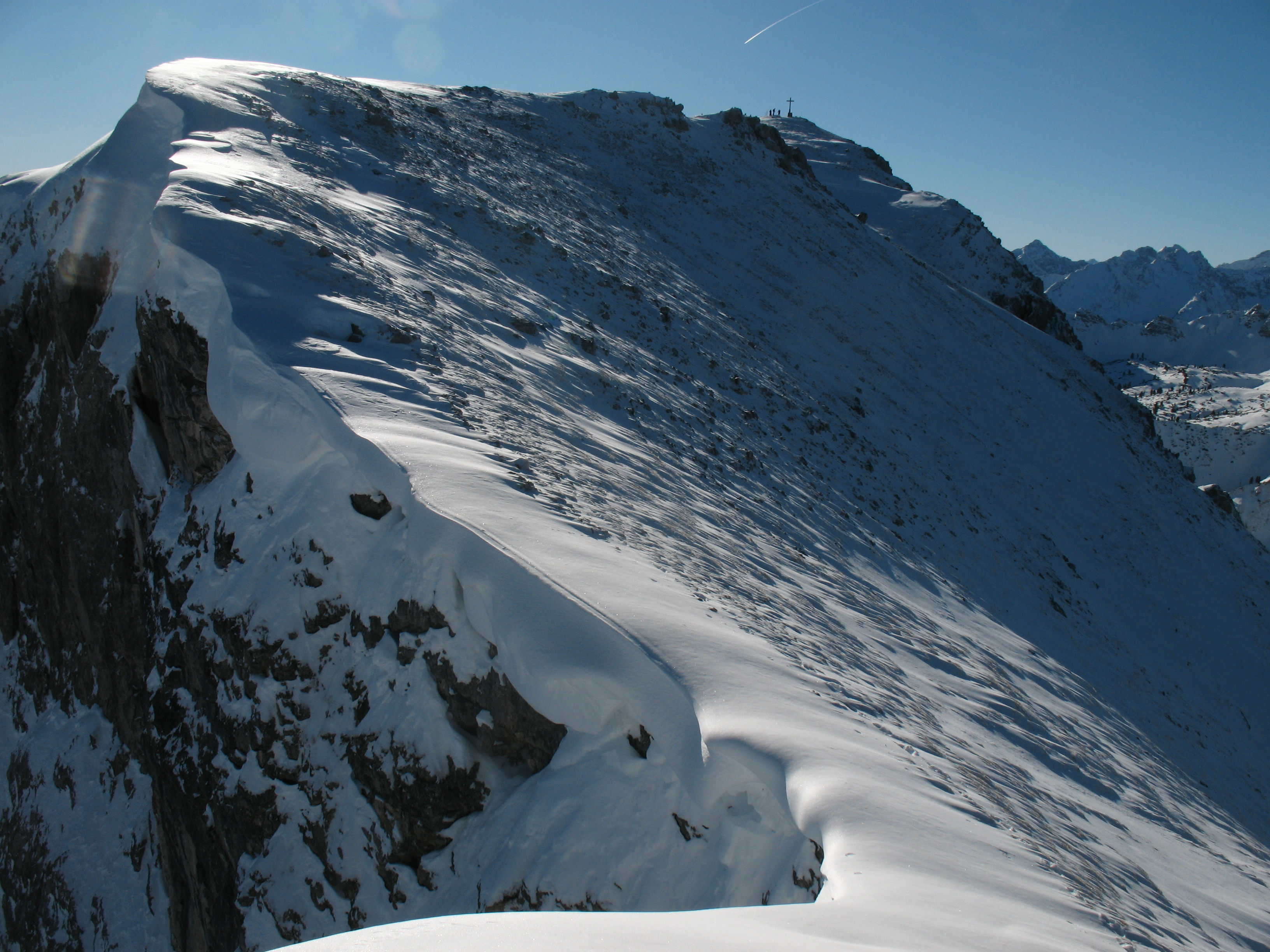
Nordgrat mit Wechten
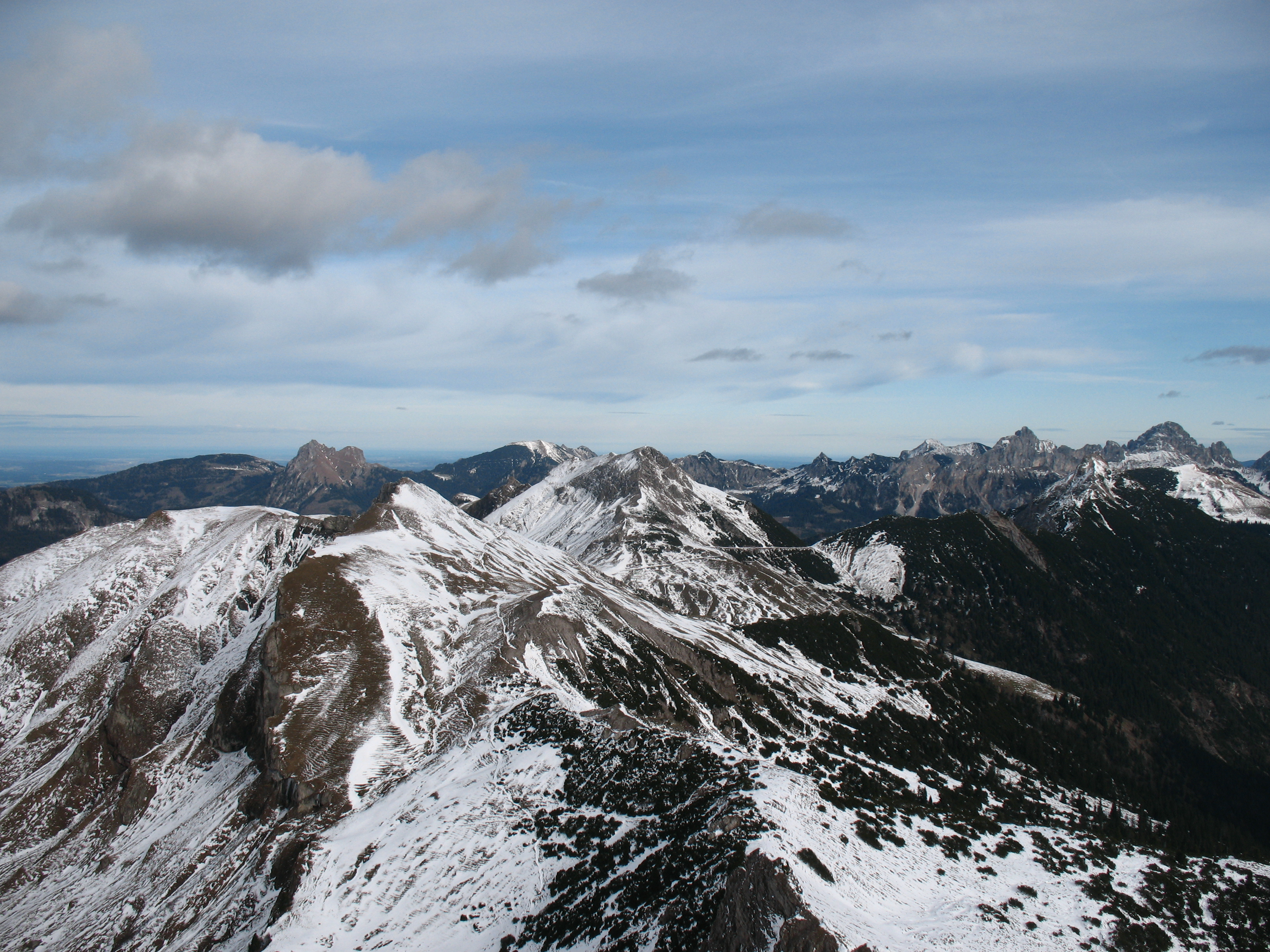
Von der Lachenspitze